# Parafia NMP Pacyficznej w Nachodce
Parafia Najświętszej Maryi Panny Pacyficznej w Nachodce – rzymskokatolicka parafia znajdująca się w Nachodce, w diecezji Świętego Józefa w Irkucku, w dekanacie władywostockim, w Rosji.
Kaplica znajduje się pod adresem: ул. Ленинская 10 кв. 19.